# Guarnición (milicia)

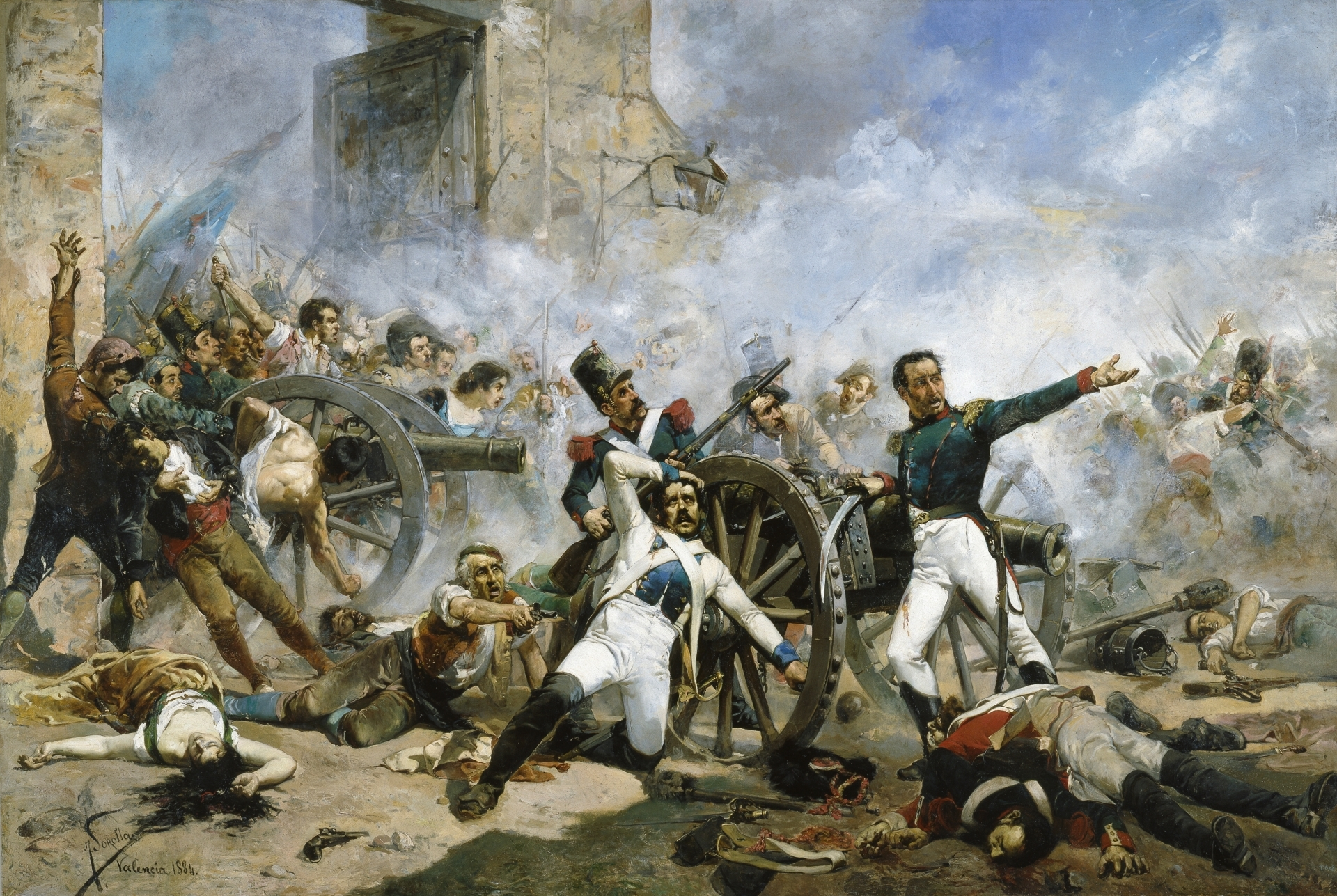
La defensa del Cuartel de Monteleón durante el Levantamiento del 2 de mayo en Madrid, óleo de Joaquín Sorolla. La obra muestra a la guarnición militar del cuartel en combate a inicios de la Invasión francesa de España (1808-1814).

Se conoce como guarnición a las tropas que protegen y están destinadas en un palacio, un castillo, un fuerte, un buque de guerra o una zona o región, por ejemplo.

## Descripción
A todos los efectos, solo desde fecha moderna tiene la voz guarnición la acepción que se le da actualmente pues, en un principio, con este vocablo se daba a entender el conjunto de vituallas, máquinas y pertrechos. En el Código de las Siete Partidas de Alfonso X se dice siempre guarda y no guarnición de castillos y fortalezas. Y más adelante, en los siglos XVI y XVII se usaba la palabra presidio para designar la tropa permanente encargada de custodiar los castillos y fortalezas y el término presidiar para expresar lo que se conoce con el nombre de guarnecer. Los clásicos y escritores militares de aquella época empleaban de esa manera, en todos casos, el sustantivo y el verbo citados.
Cuando en el siglo XVI, el uso de los arcabuces y mosquetes y los procedimientos de combate puestos en práctica aconsejaron la conveniencia de no dejar solas las masas de piqueros que constituían la fuerza más numerosa y principal de la infantería, se designó con el título de guarnición a las hileras de arcabuceros y mosqueteros que amparaban y sostenían por los costados el escuadrón de piqueros. Aumentando pronto el número de arcabuceros, que llegó a ser mayor que el de piqueros, se pensó en la colocación que había de darse a las hileras de arcabuceros que sobraban después de separadas las fracciones sueltas de arcabuceros, llamadas mangas, y de guarnecidos, los costados del escuadrón, y se ideó colocar dichas hileras sobrantes en el centro aunque no hiciesen fuego para defenderse de las acometidas de la caballería bajo la protección de piqueros.